# Lustratio

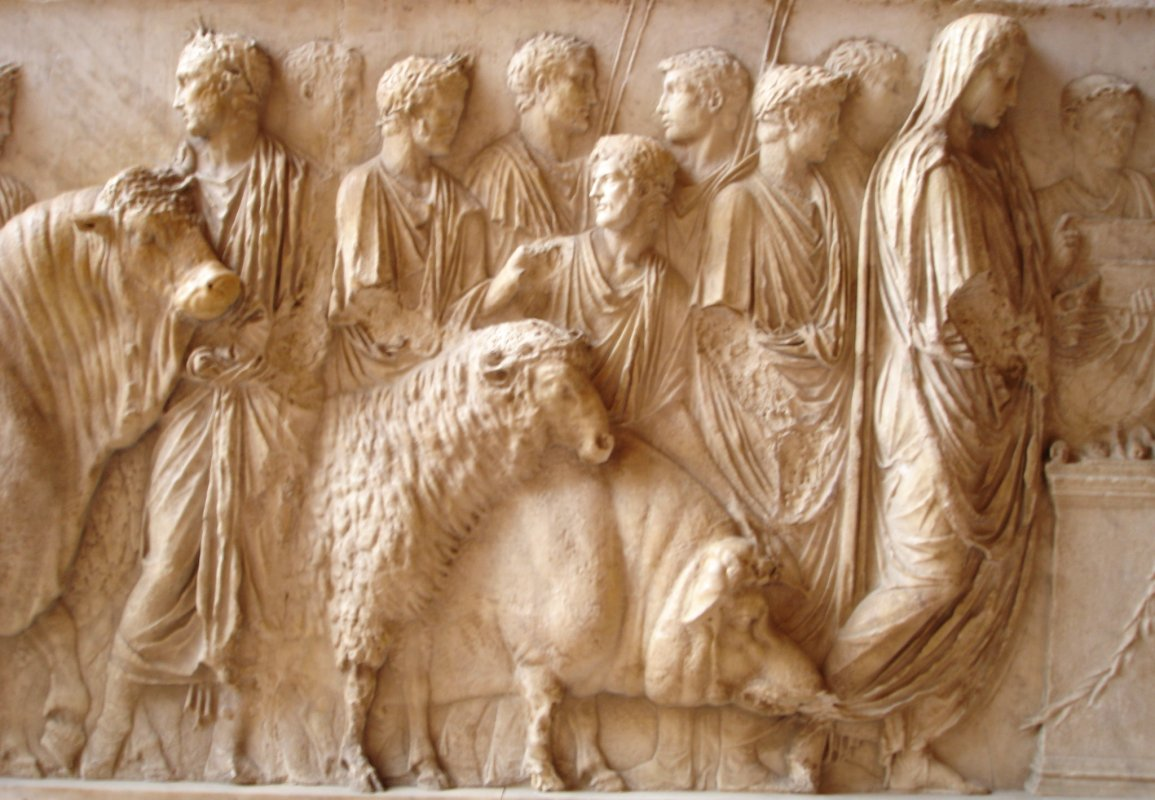
Romanos sacrificando um porco, uma ovelha e um touro durante um suovetaurilia

Lustratio era um ritual de purificação da Grécia antiga e da Roma antiga. Incluía uma procissão e, em algumas circunstâncias, o sacrifício de um porco (sus), um carneiro (ovis) e um touro (taurus) (suovetaurilia). O nome é a origem do termo em português "lustração" (uma purificação).

## Propósito
O Lustratio era realizado por um sacerdote ou magistrado que conduzia uma procissão com pelo menos um animal sacrificial ao redor da área a ser purificada. Em seguida, os animais eram sacrificados ao deus Marte. Os animais sacrificados eram geralmente um porco, um carneiro ou um touro. Um dos motivos para um lustratio era livrar crianças recém-nascidas de quaisquer espíritos malignos que pudessem ter sido adquiridos no nascimento antes do dies lustricus. A cerimônia acontecia aos nove dias de idade para meninos e oito dias para meninas. Na cerimônia, a procissão traçava um limite mágico ao redor da criança a ser purificada. No final da cerimônia, se a criança fosse do sexo masculino, recebia um pequeno amuleto, geralmente de ouro, chamado bulla, que era mantido em uma bolsa de couro ao redor do pescoço do menino. Esta bulla seria usada até que o menino se tornasse um homem e trocasse a toga infantil com borda púrpura toga praetexta pela simples toga virilis de um adulto. A cerimônia de lustratio culminava com a nomeação da criança, com o nome sendo adicionado aos registros oficiais romanos, e a observação do voo de pássaros para discernir o futuro da criança.
Cerimônias de lustratio também eram usadas para purificar cidades, objetos ou edifícios, e em algumas ocasiões para purificar uma área onde um crime havia sido cometido. Cerimônias de lustratio também eram usadas para abençoar colheitas, animais de fazenda, novas colônias e exércitos antes de entrarem em batalha ou passarem em revista. Neste último caso, as tropas muitas vezes eram ordenadas a ir ao litoral, onde metade do sacrifício era lançada ao mar e a outra metade queimada em um altar. Instruções sobre o lustratio realizado para a cidade romana de Igúvio ilustram que a cerimônia consistia em uma procissão de sacerdotes e vítimas sacrificiais em torno da cidadela da cidade, parando nos três portões da cidadela, onde os sacrifícios aconteciam. Os portões eram considerados como os pontos fracos que necessitavam de fortalecimento.

## Ocorrências
Uma ocasião notável foi um lustratio realizado para purificar Atenas por Epimênides de Creta, após o massacre ciloniano. Outro exemplo desta cerimônia envolvia o exército da Macedônia. Era realizado cortando-se um cão ao meio, e o exército se reunia entre os locais das duas metades, que eram arremessadas em direções opostas. De acordo com Zósimo, o historiador pagão da antiguidade tardia, depois que Constantino, o Grande mandou matar seu filho Crispo e sua própria esposa Fausta, ele procurou sacerdotes da antiga religião e, ao descobrir que eles não estavam dispostos a oferecer-lhe lustratio por esses atos, converteu-se à religião cristã depois que esta lhe ofereceu absolvição.

### Citações
1. ↑  Heitland p. 224
2. ↑  Leo 2019, p. 229.
3. ↑  Burriss 1927, p. 28.
4. ↑  Wardle 2006, p. 354.
5. ↑  Beck et al. 2011, p. 118.
6. ↑  Mathisen 2001, p. 171.
7. 1 2  Baudy, Gerhard (Constance) (1 de outubro de 2006), «Lustratio», Brill, Brill's New Pauly (em inglês), consultado em 8 de janeiro de 2023
8. 1 2  Murray p. 719
9. ↑  Evans p. 183
10. ↑  Cic. de Divin. i.45; Barth, ad Stat. Theb. iv. p1073
11. ↑  Zosimus p. 151